# Lambersaphis pruinosa
Lambersaphis pruinosa är en insektsart. Lambersaphis pruinosa ingår i släktet Lambersaphis och familjen långrörsbladlöss. Inga underarter finns listade i Catalogue of Life.